# Aiham Ousou
Aiham Hanz Ousou, född 9 januari 2000 i Fässbergs församling, Västra Götalands län, är en svensk-syrisk fotbollsspelare som spelar för belgiska Charleroi. Han representerar även det syriska landslaget.

## Karriär
Ousou spelade som ung för Angered FC och Angered MBIK. Han spelade fyra matcher för Angered MBIK i Division 5 2016. Säsongen 2016 spelade Ousou 11 matcher och gjorde tre mål för Västra Frölunda IF i Division 3.
I november 2017 gick Ousou till BK Häckens akademi. I juli 2018 skrev han på sitt första A-lagskontrakt med klubben. I december 2018 förlängde Ousou sitt kontrakt med fyra år. I augusti 2020 lånades han ut till Superettan-klubben AFC Eskilstuna. Ousou gjorde sin Superettan-debut den 23 augusti 2020 i en 1–1-match mot Trelleborgs FF, där han blev inbytt i den 63:e minuten mot Jesper Manns.
I januari 2021 lånades Ousou ut till GAIS på ett låneavtal över säsongen 2021. I juli 2021 värvades Ousou av tjeckiska Slavia Prag, där han skrev på ett femårskontrakt. Den 31 augusti 2023 lånades Ousou ut till BK Häcken på ett låneavtal över resten av säsongen. Den 1 februari 2024 lånades han ut till spanska La Liga-klubben Cádiz på ett låneavtal fram till sommaren.
Den 31 juli 2024 lånades Ousou ut till belgiska Charleroi på ett säsongslån med en köpoption. I januari 2025 utnyttjade Charleroi köpoptionen och värvade Ousou på kontrakt fram till sommaren 2028.